# Palmira González López
Palmira González López (Montilla, Còrdova, 1949) és una historiadora del cinema, coordinadora responsable i investigadora principal del Laboratori d'Investigació Audiovisual (grup consolidat d'investigació integrat en el Departament d'Història de l'Art de la Universitat de Barcelona) i professora titular d'Història del Cinema a l'esmentat departament.
Ha publicat nombrosos estudis sobre el cinema mut i la seva història a Catalunya i Espanya, destacant obres com Història del cinema a Catalunya. L’època del cinema mut (1896-1931) (1986) i El cinema mut (2006). Ha col·laborat en la catalogació del patrimoni cinematogràfic i ha contribuït en obres de referència, revistes especialitzades i congressos sobre historiografia i conservació del cinema.